# Stefan Hansen (Unternehmer)

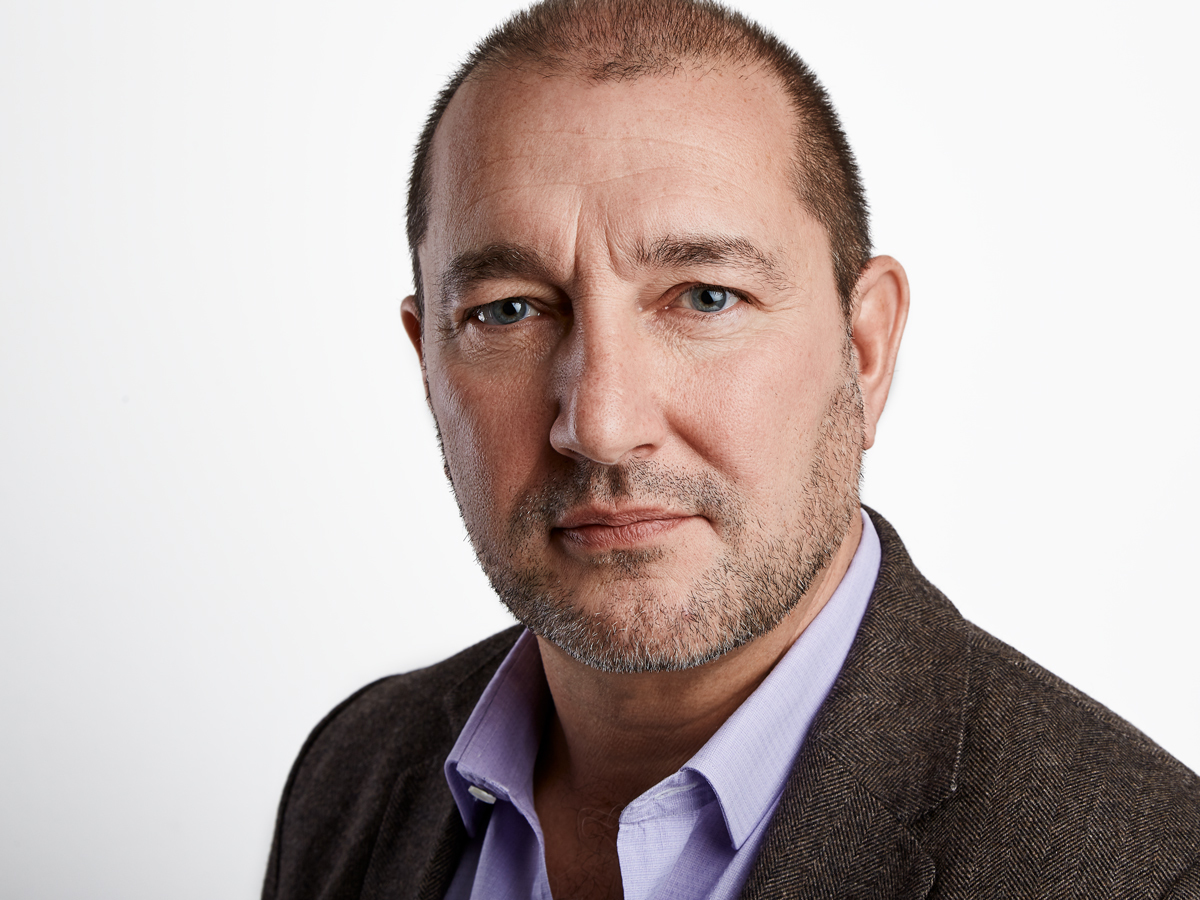
Stefan Hansen

Stefan Hansen (* 9. Juli 1963 in Berlin) ist ein deutscher Unternehmer.

## Leben und Ausbildung
Hansen wuchs in West-Berlin auf. Er studierte zunächst an der Freien Universität Berlin Germanistik und Publizistik. Nach seinem Studium schloss er eine Ausbildung zum Werbekaufmann/IHK ab.
In den 1980er und 1990er Jahren spielte er auf nationaler und internationaler Ebene Rugby, u. a. für den Berliner Rugby-Club in der Bundesliga und in Frankreich und England. Seine Position war Nummer 8.
Er ist mit der Unternehmerin Sandra Hansen verheiratet, Vater von 3 Kindern und lebt in Berlin.

## Unternehmerische Tätigkeit
1989 wurde   Hansen geschäftsführender Gesellschafter der Werbeagentur dorland. 1992 stieg das internationale Agenturnetwork Grey bei der Agentur ein. Nach der Internationalisierung dorlands leitete er von 1995 bis 2007 19 dorland-Niederlassungen in 17 europäischen Ländern unter dem Dach der Grey Global Group/ WPP Group.
Ende der 1990er Jahre übernahm dorland mit Kunden wie BEWAG/ Vattenfall, EnBW und GASAG eine Pionierrolle bei der Liberalisierung der Energiemärkte und brachte mit e-plus service die Entwicklung des Mobilfunkmarkts voran. Zu weiteren Kunden zählten Honda, Procter & Gamble, Volvo, BMW Osteuropa und Lufthansa.
Unter der Führung des CCO Fritz Hendrick Melle entstanden unter anderem die Imagekampagnen „Not for everybody“ für bruno banani und „Berlin, du bist so wunderbar“ für Berliner Pilsner.
2014 zog Hansen sich aus dem internationalen Agentur-Management zurück, um sich auf eigene Projekte zu konzentrieren. Dabei löste er dorland wieder aus dem Grey/WPP Network heraus und integrierte diese in seine 2011 gemeinsam mit Hendrick Melle gegründete Beteiligungsgesellschaft Private Pier Investment und Private Pier Industries, deren generalbevollmächtigter Gesellschafter er ist.
Unter dem Dach von Private Pier Industries wurde die Hundefutter-Marke Irish Pure, die Whiskey-Marke Grace O’Malley Whiskey und das Fashionlabel Lemanjá entwickelt und vertrieben. Des Weiteren gehört neben dorland auch die Promotionagentur Promotion For You und der Musikverlag Neue Rianoni Music zur Unternehmensgruppe. Aufgrund der engen Verbindungen zu Irland gibt es mehrere Niederlassungen und Tochtergesellschaften auf der grünen Insel.
Stefan Hansen ist stellvertretender Vorstandsvorsitzender des Vereins bauhaus archiv e.v., Berlin; Vorstand der Emanuel Lasker Gesellschaft, Olympiabeauftragter des Deutschen Rugby Verbandes und Autor mehrerer Bücher und Publikationen.